# Олів'є Кемен
Олів'є Кемен (фр. Olivier Kemen, нар. 20 липня 1996, Дуала) — французький і камерунський футболіст, півзахисник турецького клубу «Істанбул Башакшехір».
Виступав, зокрема, за «Ліон» та «Кайсеріспор», а також національну збірну Камеруну.

## Клубна кар'єра
Народився 20 липня 1996 року в місті Дуала. Вихованець кількох французьких клубів, а також англійського «Ньюкасл Юнайтед».
З 2015 року був гравцем «Ліона», але за першу команду майже не грав, тому виступав у резерві, а також на правах оренди за «Газелек».
Протягом 2019—2021 років захищав кольори клубу «Ніор».
До складу клубу «Кайсеріспор» приєднався 2021 року. Станом на 29 березня 2023 року відіграв за команду з Кайсері 62 матчі в національному чемпіонаті.

## Виступи за збірні
У 2012 році дебютував у складі юнацької збірної Франції (U-16), загалом на юнацькому рівні взяв участь у 35 іграх, відзначившись одним забитим голом.
У 2023 році дебютував в офіційних матчах у складі національної збірної Камеруну.
| Дата      | Місто        | Господарі | Результат | Гості   | Турнір                                        | Голи | Примітки |
| --------- | ------------ | --------- | --------- | ------- | --------------------------------------------- | ---- | -------- |
| 24-3-2023 | Яунде        | Камерун   | 1 – 1     | Намібія | Відбір до Кубка африканських націй 2023       | 1    | 84'      |
| 28-3-2023 | Йоганнесбург | Намібія   | 2 – 1     | Камерун | Відбір до Кубка африканських націй 2023       | -    | 71'      |
| 10-6-2023 | Сан-Дієго    | Мексика   | 2 – 2     | Камерун | товариський матч                              | -    |          |
| 9-1-2024  | Джидда       | Замбія    | 1 – 1     | Камерун | товариський матч                              | -    |          |
| 15-1-2024 | Ямусукро     | Камерун   | 1 – 1     | Гвінея  | Кубок африканських націй 2023 - груповий етап | -    | 85'      |
| 19-1-2024 | Ямусукро     | Сенегал   | 3 – 1     | Камерун | Кубок африканських націй 2023 - груповий етап | -    | 45+3'    |
| 23-1-2024 | Буаке        | Гамбія    | 2 – 3     | Камерун | Кубок африканських націй 2023 - груповий етап | -    | 80'      |
| Усього    |              | Матчів    | 7         |         | Голів                                         | 1    |          |